# Krucemburk
Krucemburk település Csehországban, a Havlíčkův Brod-i járásban. Krucemburk Radostín, Slavětín, Hlinsko, Studnice, Ždírec nad Doubravou, Sobíňov, Chotěboř, Havlíčkova Borová és Vojnův Městec településekkel határos. Lakosainak száma 1608 fő (2024. január 1.).

## Népesség
A település lakosságának változását az alábbi diagram mutatja:
| Lakosok száma | 2661 | 2685 | 2317 | 2077 | 1780 | 1627 | 1567 | 1580 | 1583 | 1608 |
|               | 1869 | 1890 | 1921 | 1950 | 1980 | 2001 | 2017 | 2019 | 2022 | 2024 |